# Lonato
Lonato is een gemeente in de Italiaanse provincie Brescia (regio Lombardije) en telt 13.571 inwoners (31-12-2004). De oppervlakte bedraagt 70,5 km², de bevolkingsdichtheid is 173 inwoners per km².
De volgende frazioni maken deel uit van de gemeente: Esenta, Sedena, Maolocco, Castelvenzago, Centenaro.

## Demografie
Lonato telt ongeveer 5.445 huishoudens. Het aantal inwoners steeg in de periode 1991-2001 met 11,8% volgens cijfers uit de tienjaarlijkse volkstellingen van ISTAT.
| Jaar | Inwoneraantal |
| ---- | ------------- |
| 1991 | 10.923        |
| 2001 | 12.212        |

## Geografie
De gemeente ligt op ongeveer 170 m boven zeeniveau.
Lonato grenst aan de volgende gemeenten: Bedizzole, Calcinato, Calvagese della Riviera, Castiglione delle Stiviere (MN), Cavriana (MN), Desenzano del Garda, Padenghe sul Garda, Pozzolengo, Solferino (MN).

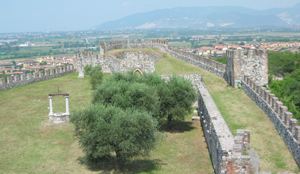
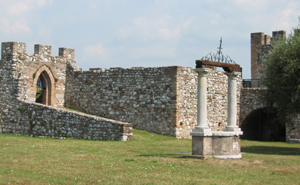
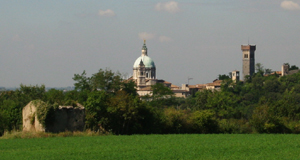
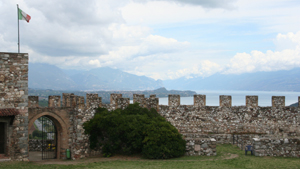
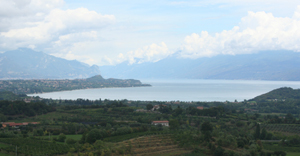
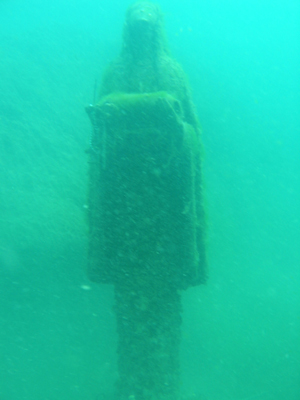
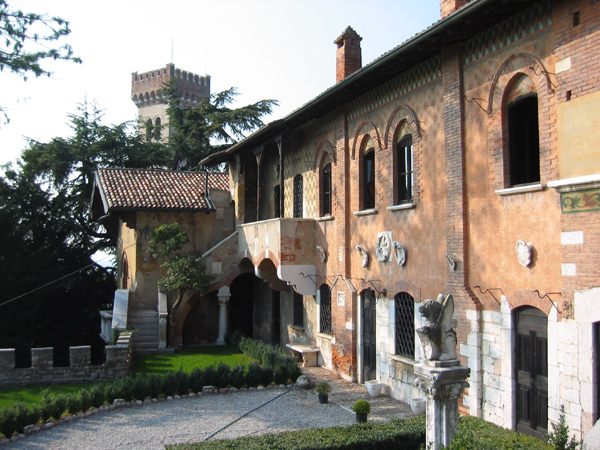
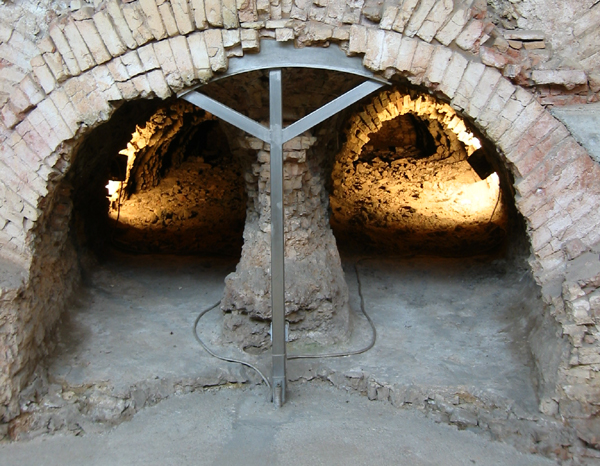
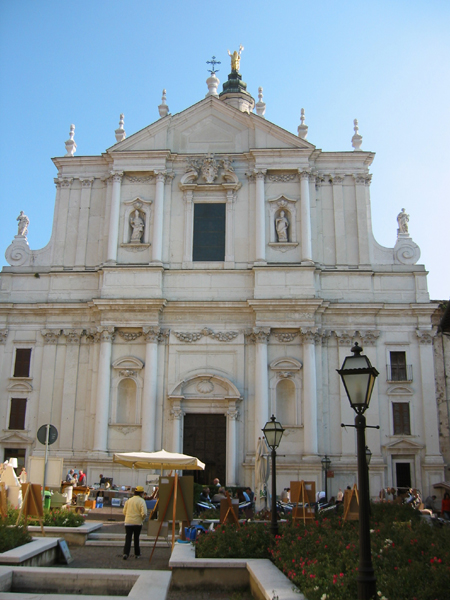
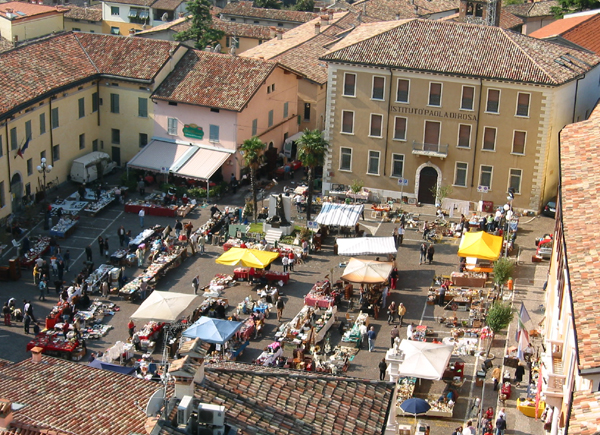
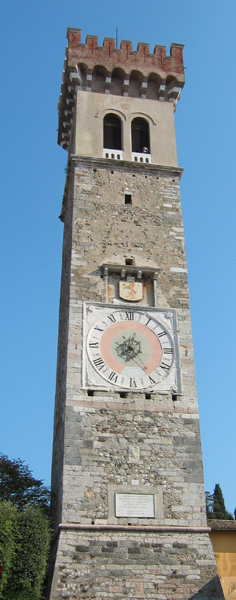